# 3つの幻想的な舞曲
3つの幻想的な舞曲（露: 3 Фантастических танца）作品5は、ドミートリイ・ショスタコーヴィチが作曲したピアノ曲。「3つの幻想的舞曲」とも称される。

## 概要
ショスタコーヴィチがまだレニングラード音楽院の学生であった1920年12月4日に作曲され、同時期に完成された。最初期の代表作であると共に、ショスタコーヴィチの作品中最初に出版されたものである。音楽院在学中には、「5つの前奏曲」など初期の作品が作られていた。ショスタコーヴィチと同じくニコラーエフ教授門下のピアニスト、ヨシフ・シュヴァルツに献呈され、シュヴァルツによって初演された。当時、将来有望な若手ピアニストとしても注目されていたショスタコーヴィチは、演奏会などでこの作品をしばしばプログラムに入れたりもした。
作品は、ショスタコーヴィチの作品の中でもごく早い時期にから好評を博した曲で、ピアノ以外に、ヴァイオリンとピアノなど色々な演奏形態に編曲され、親しまれている。また、1920年代にイサドラ・ダンカン門下の舞踏家マリア・ポーンナがショスタコーヴィチの伴奏でこの曲を踊り、評判になった。
公式初演は1925年3月20日でショスタコーヴィチ自身が行なったが、この演奏会はショスタコーヴィチの作品ばかりで構成された商業演奏会で、他にピアノ三重奏曲第1番なども演奏され、姉のマリーヤも出演していたという。

## 構成
3曲から成り、演奏時間は約3分。
- 第1曲 アレグレット
- 第2曲 アンダンティーノ-アレグレット
- 第3曲 アレグレット

## 録音
ショスタコーヴィチ自身の演奏が少なくとも3種類残されている。またウラディーミル・アシュケナージも録音している。